# Glocke (Angoulins)

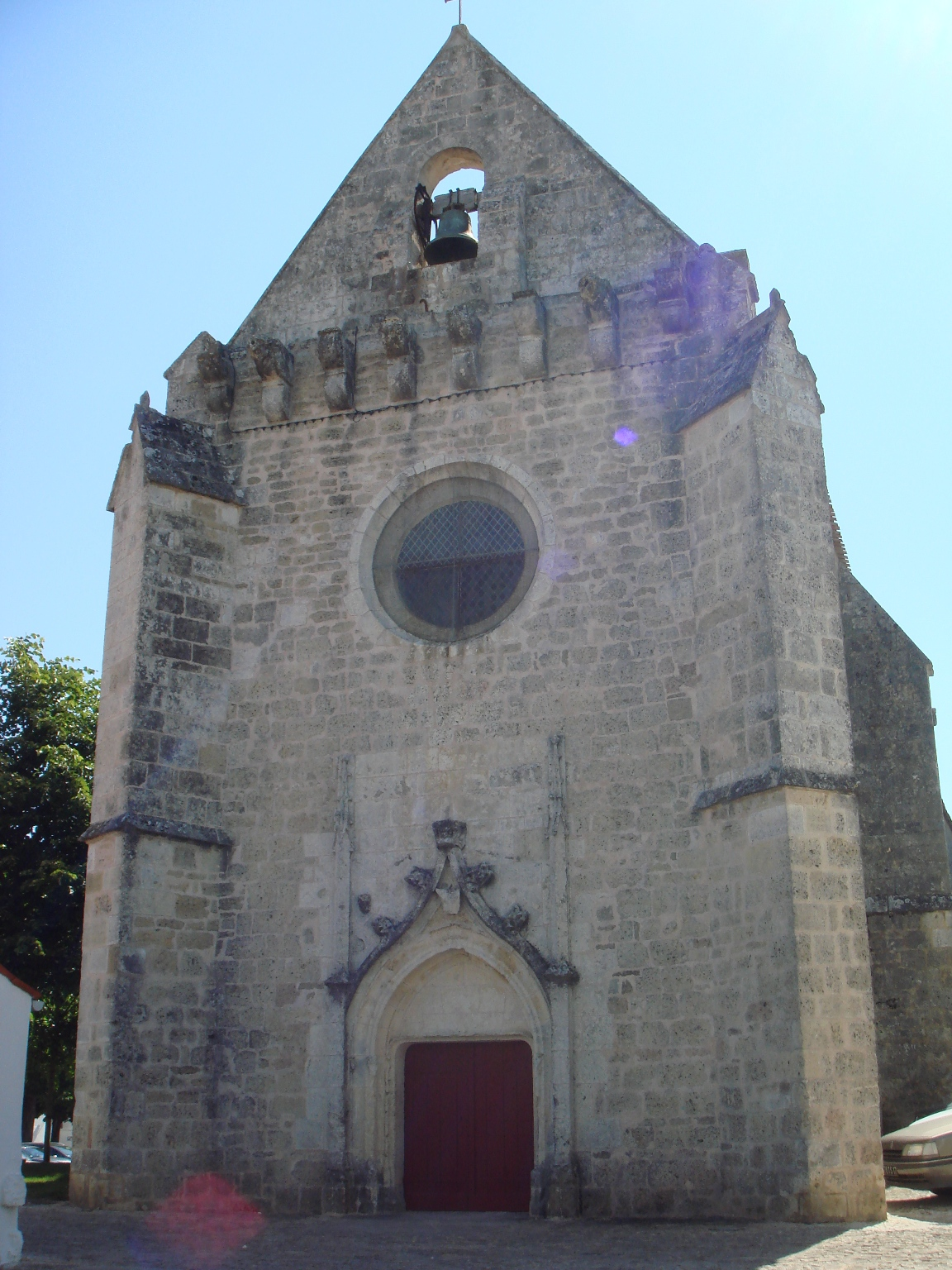
Kirche St-Pierre in Angoulins

Die Glocke in der Kirche St-Pierre in Angoulins, einer französischen Gemeinde im Département Charente-Maritime der Region Nouvelle-Aquitaine, wurde 1631 gegossen. Die Kirchenglocke aus Bronze ist seit 1907 als Monument historique in die Liste der geschützten Objekte (Base Palissy) in Frankreich aufgenommen.
Sie trägt folgende Inschrift: „SAINT JEAN DE CHATELALLION. ME GEOFFROY BOUCHARD. CURE. FABRIQUIER P.LORI. ESTIENNE OCLERC. II PAIRIN. ETIENNE. GABETH. MAIRYNE. PERRYNE. OCLERC. 1631“. 
Die Glocke stammt aus der Kirche Saint-Jean in Châtelaillon (siehe Inschrift), die abgerissen wurde.